# دوقية لا توري
لا يجب الخلط بينه وبين دوقية لاس توريس أو فيكونتية لا توريه.
دوقية لا توريه هو لقب من ألقاب النبالة الإسبانية، أُنشئ في 24 نوفمبر 1862 من قبل الملكة إيزابيل الثانية لصالح فرانسيسكو سيرانو إي دومينغيث، القائد العام ثم وصي العرش، ويشمل رتبة "النبالة العظمى" في إسبانيا.
| Ducado de la Torre         | Ducado de la Torre                  | Ducado de la Torre                  |
| -------------------------- | ----------------------------------- | ----------------------------------- |
| اللقب الأول                | فرانثيسكو سيرانو إي دومينغيث        | فرانثيسكو سيرانو إي دومينغيث        |
| المنح                      | ايزابيل الثانية 24 نوفمبر 1862      | ايزابيل الثانية 24 نوفمبر 1862      |
| اللقب الحالي               | كارلوس مارتينيث دي كامبوس إي كارولا | كارلوس مارتينيث دي كامبوس إي كارولا |
| [editar datos en Wikidata] |                                     |                                     |

## دوقات لا توري
|                                | اللقب                                        | الفترة الزمنية                 |
| الإنشاء على يد إيزابيل الثانية | الإنشاء على يد إيزابيل الثانية               | الإنشاء على يد إيزابيل الثانية |
| ------------------------------ | -------------------------------------------- | ------------------------------ |
| الأول                          | فرانثيسكو سيرانو إي دومينغيث                 | 1862-1885                      |
| الثاني                         | فرانثيسكو ماريا بوينافينتورا سيرانو دومينغيث | 1886-1942                      |
| الثالث                         | كارلوس إغناسيو مارتينيث دي كامبوس إي سيرانو  | 1952-1975                      |
| الرابع                         | ليوبولدو مارتينيث دي كامبوس إي مونيوث        | 1977-2000                      |
| الخامس                         | كارلوس مارتينيث دي كامبوس إي كاروليا         | 2001-hoy                       |

## تاريخ دوقات لا توري
فرانثيسكو سيرانو إي دومينغيث من مواليد جزيرة ليون، 17 سبتمبر 1810 – توفي في مدريد، 26 نوفمبر 1885 وهو أول دوق للا توريه وصي العرش، قائد عام في كوبا، وزير الحرب، رئيس مجلس الوزراء، سفير إسبانيا وحاصل على وسام الصوف الذهبي، الصليب الأعظم لأوامر كارلوس الثالث، إيزابيل الكاثوليكية، سان فرناندو وسان هيرمينغيلدو
تزوّج في 29 سبتمبر 1850، في مدريد، من أنطونيا دومينغيز إي بوريّ (1831-1917)، كونتيسة سان أنطونيو، سيدة نبيلة في وسام ماريا لويزا. في 12 يوليو 1886، خَلَفه ابنه.
- فرانسيسكو سيرّانو إي دومينغيز (هافانا، 1 أكتوبر 1862 - 24 أغسطس 1942)، الدوق الثاني لِلّا تورّي، كونت سان أنطونيو، حاصل على "الوسام الكبير" من الدولة العثمانية (مجدية).[1][1]

تزوّج في 14 أكتوبر 1880 من ماريا دي لاس مرثيدس مارتينيث دي كامبوس إي مارتين. في 4 مايو 1956، خَلَفه ابن أخيه:
- كارلوس إغناسيو مارتينيث دي كامبوس إي سيرّانو (باريس، 6 أكتوبر 1887 - مدريد، 20 مايو 1975)، الدوق الثالث لِلّا تورّي، الكونت الأول ليوبيّرا، كونت سان أنطونيو، فارس وسام قلعة كالاترافا، حاصل على وسام عسكري فردي، رئيس أركان الجيش، أستاذ في المدرسة العليا للجيش، الحاكم العسكري لمنطقة جبل طارق، القائد العام لجزر الكناري، المعلم الخاص للأمير خوان كارلوس دي بوربون ومؤرخ عسكري.[1][1][1]

تزوّج في 8 ديسمبر 1910، في مدريد، من ماريا خوسيفا مونيوث إي روكا-تايادا. في 8 مارس 1977، وبعد أمر صدر بتاريخ 25 أكتوبر 1976 لإصدار شهادة الوراثة (نُشر في الجريدة الرسمية بتاريخ 19 نوفمبر)، خَلَفه ابنه:
- ليوبولدو مارتينيث دي كامبوس إي مونيوث (مدريد، 24 يوليو 1913 - مدريد، 11 أغسطس 2000)، الدوق الرابع لِلّا تورّي، الكونت الرابع لسانتوفينيا ويوبيّرا، سفير إسبانيا.[1][1]

تزوّج أولًا في 16 يناير 1941، في مدريد، من مرسيدس كارويّا إي ريكو (مواليد 1919)، ثم تزوّج ثانيةً من ماريا ميّيّي كامبوس (مواليد 1919). في 20 يونيو 2001، وبعد أمر صدر بتاريخ 8 مايو من نفس العام لإصدار شهادة الوراثة (نُشر في الجريدة الرسمية بتاريخ 14 يونيو)، خَلَفته ابنته.
- كارلوس مارتينيث دي كامبوس إي كارولا، الدوق الخامس دي لا توري،[1] وكونت سان أنطونيو.[1]

تزوج في المرة الأولى من إليزابيث آن ماكينتوش، وفي المرة الثانية من كريستينا دي مونتينغرو إي كافينت، وفي المرة الثالثة من مارتا أرنوس دي سوتو.